# Urophyllum trifurcum
Urophyllum trifurcum är en måreväxtart som beskrevs av Henry Harold Welch Pearson och George King. Urophyllum trifurcum ingår i släktet Urophyllum och familjen måreväxter. Inga underarter finns listade i Catalogue of Life.